# توبياس دانيلز
توبياس دانيلز (بالإنجليزية: Tobias Daniels)‏ هو فنان أمريكي، ولد في 16 نوفمبر 1982.